# Store Lauvøya
Ne doit pas être confondu avec Lauvøya.
Store Lauvøya ou Store Lauvøy est une île dans le landskap Sunnhordland du comté de Vestland. Elle appartient administrativement à Kvinnherad.

## Géographie
Rocheuse et couverte d'arbres, elle s'étend sur environ 760 m de longueur pour une largeur approximative de 482 m. Elle compte quelques bâtiments.